# 新北市淡水區文化國民小學
新北市淡水區文化國民小學是一所市立國民小學。相鄰淡水區淡江高中。面對淡水國小

有文化國小字樣的校樓

## 沿革
- 1924年，設立「淡水女子公學校」。
- 1941年，更名為「淡水西國民學校」。
- 1945年，戰後，更名為「文化國民學校」。
- 1968年，更名為「文化國民小學」。
- 2010年，因應五大直轄市升格更名為「新北市淡水區文化國民小學」。

## 歷任校長
| 任別 | 姓名   | 任職期間         |
| ---- | ------ | ---------------- |
|      | 鄭嘉昌 | 34年10月~51年1月 |
|      | 黃則永 | 51年1月~56年4月  |
|      | 陳淑女 | 56年4月~65年7月  |
|      | 廖直炎 | 65年7月~79年2月  |
|      | 姜光和 | 79年2月~79年7月  |
|      | 程司璉 | 79年8月~84年7月  |
|      | 羅榮森 | 84年8月~88年7月  |
|      | 李玉林 | 88年8月~94年7月  |
|      | 朱錫林 | 94年8月~98年7月  |
|      | 歐亞美 | 98年8月~106年7月 |
|      | 蘇穎群 | 106年8月         |

## 外部連結
- 新北市淡水區文化國民小學官方網站 （页面存档备份，存于）
- 新北市淡水區文化國民小學班級網站 （页面存档备份，存于）
- 新北市淡水區文化國民小學的Facebook專頁